# 马尿泡
马尿泡（学名：Przewalskia tangutica）为茄科马尿泡属下的一个种。马尿泡大多分佈於3200米至5000米的高山砂礫地上。马尿泡可以用作中藥的原材料。